# Lacanobia
Lacanobia là một chi bướm đêm thuộc họ Noctuidae.

## Các loài
- Lacanobia aliena (Hübner, [1809])
- Lacanobia altyntaghi Gyulai & Ronkay, 1998
- Lacanobia atlantica (Grote, 1874)
- Lacanobia behouneki Hreblay & Plante, 1996
- Lacanobia blenna (Hübner, [1824])
- Lacanobia contigua – Beautiful Brocade (Denis & Schiffermüller, 1775)
- Lacanobia contrastata (Bryk, 1942)
- Lacanobia dentata (Kononenko, 1981)
- Lacanobia grandis (Guenée, 1852)
- Lacanobia kirghisa Gyulai & Ronkay, 1998
- Lacanobia mista (Staudinger, 1889)
- Lacanobia mongolica Behounek, 1992
- Lacanobia nevadae (Grote, 1876)
- Lacanobia oleracea – Bright-Line Brown-Eye (Linnaeus, 1758)
- Lacanobia praedita (Hübner, [1813])
- Lacanobia radix (Walker, [1857])
- Lacanobia softa (Staudinger, 1897)
- Lacanobia splendens (Hübner, [1808])
- Lacanobia suasa – Dog's Tooth (Denis & Schiffermüller, 1775)
- Lacanobia subjuncta (Grote & Robinson, 1868)
- Lacanobia thalassina – Pale-shouldered Brocade (Hufnagel, 1766)
- Lacanobia w-latinoides Gyulai & Ronkay, 1998
- Lacanobia w-latinum – Light Brocade (Hufnagel, 1766)